# ژمیانه (استان وارمی-ماسوری)
ژمیانه (به لهستانی:  Ziemiany) یک روستا در لهستان است که در گمینا بانگه مازورسکیه واقع شده‌است. ژمیانه ۵۰ نفر جمعیت دارد.